# Joan Derk van der Wyck
Joan Derk van der Wyck (Zwolle, 23 oktober 1740 – Deventer, 8 januari 1796) was een Overijssels bestuurder.

## Biografie
Van der Wyck was een telg uit het geslacht Van der Wyck en een zoon van Zwols bestuurder Nicolaas van der Wyck (1700-1766) en Theodora Lulofs (1704-1781). Hij promoveerde in 1761 te Leiden in de rechten waarna hij zich als advocaat in zijn geboortestad vestigde. Hij trouwde in 1767 met Petronella Lulofs (1746-1814) uit welk huwelijk Frederik Joan Theodorus van der Wijck (1779-1858), generaal-majoor, werd geboren. Tussen 1784 en 1787 was hij lid van de gezworen gemeente van Zwolle, en in laatstgenoemd jaar burgemeester van die stad. Vanaf 1784 was hij gecommitteerde in de landdag van Overijssel, in 1787 gedeputeerde van de staten van dat gewest. In 1795 was hij lid van de Provisionele Representanten van het Volk van Overijssel.
Mr. J.D. van der Wyck overleed in 1796 op 55-jarige leeftijd.